# 7. Nemzetközi Fizikai Diákolimpia
A 7. Nemzetközi Fizikai Diákolimpiát (1974) Lengyelországban, Varsóban rendezték 1974. július 9-11-én. Nyolc ország (újonc: NSZK) negyven versenyzője vett részt. A verseny érdekessége volt, hogy – a fizikai diákolimpiák történetében először – 3 lány is részt vett a megmérettetésen.
A magyar csapat egy I. díjat (aranyérmet) és két III. díjat (bronzérmet) szerzett, ezzel 3. lett az országok közötti pontversenyben. 

(Az elérhető maximális pontszám: 5×50=250 pont volt)

## Országok eredményei pont szerint
|    | Ország        | Pont | Arany | Ezüst | Bronz |
| -- | ------------- | ---- | ----- | ----- | ----- |
| 1. | Szovjetunió   | 150  | 0     | 0     | 2     |
| 2. | Lengyelország | 138  | 2     | 0     | 0     |
| 3. | Magyarország  | 137  | 1     | 0     | 2     |
| 4. | NDK           | 135  | 0     | 0     | 2     |
| 5. | Románia       | 116  | 0     | 0     | 0     |
| 6. | Csehszlovákia | 107  | 0     | 0     | 2     |
| 7. | Bulgária      | 69   | 0     | 0     | 0     |
| 8. | NSZK          | 31   | 0     | 0     | 0     |

## A magyar csapat
A magyar csapat tagjai voltak:
| Név             | Iskola                     | Város    | Pontszám | Díj   |
| --------------- | -------------------------- | -------- | -------- | ----- |
| Meszéna Géza    | Berzsenyi Dániel Gimnázium | Budapest |          | Arany |
| Pálfalvi György |                            |          |          | Bronz |
| Vladár Károly   |                            |          |          | Bronz |
|                 |                            |          |          |       |
|                 |                            |          |          |       |